# Fed Cup 2011
La Fed Cup 2011 è la 49ª edizione del più importante torneo tennistico per nazionali femminili. La manifestazione è stata conquistata per la prima volta dalla Repubblica Ceca, sesto trofeo considerando anche il periodo della estinta Cecoslovacchia.

## Gruppo Mondiale
| Partecipanti | Partecipanti | Partecipanti | Partecipanti |
| Italia       | Stati Uniti  | Russia       | Rep. Ceca    |
| Australia    | Belgio       | Francia      | Slovacchia   |
| ------------ | ------------ | ------------ | ------------ |

### Tabellone
|  | Quarti di finale | Quarti di finale | Quarti di finale |           |           | Semifinali | Semifinali | Semifinali |  |  | Finale | Finale | Finale |  |
|  |                  |                  |                  |           |           |            |            |            |  |  |        |        |        |  |
|  |                  | Australia        | 1                |           |           |            |            |            |  |  |        |        |        |  |
|  |                  | Australia        | 1                |           |           |            |            |            |  |  |        |        |        |  |
|  | 1                | Italia           | 4                |           |           |            |            |            |  |  |        |        |        |  |
|  | 1                | Italia           | 4                |           | Italia    | Italia     | 0          |            |  |  |        |        |        |  |
|  |                  |                  |                  |           | Italia    | Italia     | 0          |            |  |  |        |        |        |  |
|  |                  |                  | Russia           | Russia    | 5         |            |            |            |  |  |        |        |        |  |
|  | 3                | Russia           | Russia           | Russia    | 5         | 3          |            |            |  |  |        |        |        |  |
|  | 3                | Russia           |                  |           |           |            |            |            |  |  |        |        |        |  |
|  |                  | Francia          | 2                |           |           |            |            |            |  |  |        |        |        |  |
|  |                  | Francia          | 2                | Russia    | Russia    | 2          |            |            |  |  |        |        |        |  |
|  |                  |                  |                  |           |           |            |            |            |  |  |        |        |        |  |
|  |                  |                  | Rep. Ceca        | Rep. Ceca | 3         |            |            |            |  |  |        |        |        |  |
|  |                  | Slovacchia       | Rep. Ceca        | Rep. Ceca | 3         | 2          |            |            |  |  |        |        |        |  |
|  |                  |                  |                  |           |           | 2          |            |            |  |  |        |        |        |  |
|  | 4                | Rep. Ceca        | 3                |           |           |            |            |            |  |  |        |        |        |  |
|  | 4                | Rep. Ceca        | 3                |           | Rep. Ceca | Rep. Ceca  | 3          |            |  |  |        |        |        |  |
|  |                  |                  |                  |           | Rep. Ceca | Rep. Ceca  | 3          |            |  |  |        |        |        |  |
|  |                  |                  | Belgio           | Belgio    | 2         |            |            |            |  |  |        |        |        |  |
|  |                  | Belgio           | Belgio           | Belgio    | 2         | 4          |            |            |  |  |        |        |        |  |
|  |                  |                  |                  |           |           | 4          |            |            |  |  |        |        |        |  |
|  | 2                | Stati Uniti      | 1                |           |           |            |            |            |  |  |        |        |        |  |

Le perdenti del primo turno accedono ai Play-off con i vincitori del II Gruppo Mondiale.

## Spareggi Gruppo Mondiale
Le 4 squadre sconfitte nel primo turno del Gruppo Mondiale (Australia, Francia, Slovacchia e Stati Uniti) e le 4 squadre vincitrici del Gruppo Mondiale II (Germania, Serbia, Spagna e Ucraina) partecipano agli Spareggi del Gruppo Mondiale. Le 4 squadre vincenti avranno il diritto a partecipare al Gruppo Mondiale del prossimo anno insieme alle 4 squadre vincitrici del primo turno del Gruppo Mondiale.
data: 16-17 aprile
| Sede                                        | Squadra #1 | Punteggio | Squadra #2  |
| ------------------------------------------- | ---------- | --------- | ----------- |
| Stoccarda, Germania (Terra rossa indoor)    | Germania   | 5-0       | Stati Uniti |
| Lleida, Spagna (Terra rossa outdoor)        | Spagna     | 4-1       | Francia     |
| Bratislava, Slovacchia (Terra rossa indoor) | Slovacchia | 2-3       | Serbia      |
| Melbourne, Australia (Terra rossa outdoor)  | Australia  | 2-3       | Ucraina     |

## Gruppo Mondiale II
data: 5-6 febbraio
| impianto (superficie)                   | Squadra #1 | Punteggio | Squadra #2   |
| --------------------------------------- | ---------- | --------- | ------------ |
| Tallinn, Estonia (cemento indoor)       | Estonia    | 1-4       | Spagna (1)   |
| Marburgo, Slovenia (terra rossa indoor) | Slovenia   | 1-4       | Germania (4) |
| Novi Sad, Serbia (cemento indoor)       | Serbia (3) | 3-2       | Canada       |
| Helsingborg, Svezia (cemento indoor)    | Svezia     | 2-3       | Ucraina (2)  |

## Spareggi Gruppo Mondiale II
Le 4 squadre sconfitte nel Gruppo Mondiale II (Canada, Estonia, Slovenia e Svezia) disputeranno gli spareggi contro le 4 squadre qualificate dai rispettivi gruppi zonali (Argentina, Bielorussia, Giappone e Svizzera). Le vincitrici saranno incluse nel Gruppo Mondiale II della prossima edizione.
data: 16-17 aprile
| sede                                        | Squadra #1  | Punteggio | Squadra #2 |
| ------------------------------------------- | ----------- | --------- | ---------- |
| Minsk, Bielorussia (cemento indoor)         | Bielorussia | 5-0       | Estonia    |
| Miki, Giappone (cemento indoor)             | Giappone    | 4-0       | Argentina  |
| Capodistria, Slovenia (terra rossa outdoor) | Slovenia    | 3-2       | Canada     |
| Lugano, Svizzera (terra rossa outdoor)      | Svizzera    | 4-1       | Svezia     |

## Zona Americana

### Gruppo I
Impianto: Yacht y Golf Club Paraguayo, Asunción, Paraguay
Squadre
|  |    | Classifica finale |
|  | -- | ----------------- |
|  | 1. | Argentina         |
|  | 2. | Colombia          |
|  | 3. | Brasile           |
|  | 4. | Perù              |
|  | 5. | Paraguay          |
|  | 6. | Bolivia           |
|  | 7. | Messico           |
|  | 8. | Cile              |

### Gruppo II
Impianto: Yacht y Golf Club Paraguayo, Asunción, Paraguay
Squadre
|  |     | Classifica finale |
|  | --- | ----------------- |
|  | 1.  | Venezuela Bahamas |
|  | 3.  | Guatemala Uruguay |
|  | 5.  | Ecuador           |
|  | 6.  | Porto Rico        |
|  | 7.  | Rep. Dominicana   |
|  | 8.  | Costa Rica        |
|  | 9.  | Trinidad e Tobago |
|  | 10. | Panama            |

- Bermuda si è ritirata prima dell'inizio della competizione.

## Zona Asia/Oceania

### Gruppo I
Impianto: National Tennis Centre, Nonthaburi, Thailandia
Squadre
|  |    | Classifica finale |
|  | -- | ----------------- |
|  | 1. | Giappone          |
|  | 2. | Uzbekistan        |
|  | 3. | Thailandia        |
|  | 4. | Kazakistan        |
|  | 5. | Corea del Sud     |
|  | 6. | Cina              |
|  | 7. | Taipei cinese     |
|  | 8. | India             |

### Gruppo II
Impianto: National Tennis Centre, Nonthaburi, Thailandia
Squadre
|  |    | Classifica finale |
|  | -- | ----------------- |
|  | 1. | Indonesia         |
|  | 2. | Hong Kong         |
|  | 3. | Filippine         |
|  | 4. | Singapore         |
|  | 5. | Turkmenistan      |
|  | 6. | Pakistan          |
|  | 7. | Oman              |
|  | 8. | Kirghizistan      |

## Zona Euro-Africana

### Gruppo I
Impianto: Municipal Tennis Club, Eilat, Israele
Squadre
|  |     | Classifica finale     |
|  | --- | --------------------- |
|  | 1.  | Bielorussia Svizzera  |
|  | 3.  | Polonia Paesi Bassi   |
|  | 5.  | Gran Bretagna Israele |
|  | 7.  | Romania Croazia       |
|  | 9.  | Ungheria              |
|  | 10. | Austria               |
|  | 11. | Lussemburgo           |
|  | 12. | Bulgaria Grecia       |
|  | 14. | Danimarca Lettonia    |

### Gruppo II
|  |    | Classifica finale               |
|  | -- | ------------------------------- |
|  | 1. | Portogallo Bosnia ed Erzegovina |
|  | 3. | Georgia Finlandia               |
|  | 5. | Turchia                         |
|  | 6. | Marocco                         |
|  | 7. | Armenia                         |

### Gruppo III
|  |    | Classifica finale    |
|  | -- | -------------------- |
|  | 1. | Sudafrica Montenegro |
|  | 3. | Egitto Tunisia       |
|  | 5. | Lituania Norvegia    |
|  | 7. | Algeria Irlanda      |
|  | 9. | Moldavia             |